# Jefferson Alveiro Cepeda
Jefferson Alveiro Cepeda Hernández (2 marzo 1996) è un ciclista su strada ecuadoriano che corre per la Movistar Team.

## Palmarès

### Strada
- 2016 (Team Ecuador, una vittoria)

5ª tappa Volta Ciclística Internacional do Rio Grande do Sul (Farroupilha > Farroupilha)
- 2017 (Team Ecuador, una vittoria)

5ª tappa Vuelta a Guatemala (Villa Nueva > San José el Idolo)
- 2018 (Team Ecuador, tre vittorie)

Giochi sudamericani, Prova in linea
Campionati ecuadoriani, Prova a cronometro
Campionati ecuadoriani, Prova in linea
- 2019 (Caja Rural-Seguros RGA, una vittoria)

Campionati panamericani, Prova in linea
- 2024 (Caja Rural-Seguros RGA, due vittorie)

Classifica generale Tour of Qinghai Lake
3ª tappa Tour du Limousin (La Rivière de Mansac > Argentat Xaintrie Val Dordorgne)
- 2025 (Movistar Team, una vittoria)

Campionati ecuadoriani, Prova a cronometro

#### Altri successi
- 2016 (Team Ecuador)

Classifica scalatori Vuelta a Guatemala
- 2017 (Team Ecuador)

Classifica scalatori Cascade Cycling Classic
Classifica scalatori Vuelta a Guatemala

## Piazzamenti

### Grandi Giri
- Giro d'Italia

2025: 34º
- Vuelta a España

2020: 115º
2021: 32º
2023: non partito (10ª tappa)

### Competizioni mondiali
- Campionati del mondo

Richmond 2015 - In linea Under-23: ritirato
Innsbruck 2018 - In linea Under-23: ritirato
Yorkshire 2019 - In linea Elite: ritirato
Imola 2020 - In linea Elite: ritirato